# Don Toliver
Калеб Закері Толівер (англ. Caleb Zackery Toliver), відомий як Don Toliver — американський репер. Свій перший мікстейп на великому лейблі, Donny Womack, випустив у серпні 2018 року. Він відомий своїми синглами No Idea та After Party з дебютного студійного альбому Heaven or Hell (2020), які стали популярними в TikTok, а також своєю піснею «Can't Say» з третього студійного альбому Тревіса Скотта Astroworld. У серпні 2020 року він разом з Nav та Gunna з'явився у пісні «Lemonade» колективу Internet Money, яка стала його першим хітом у топ-10 Billboard Hot 100.

## Біографія
Калеб Закері Толівер народився і виріс у Х'юстоні, штат Техас. Він не мав жодного музичного досвіду до того, як почав випускати музику у 2017 році. Його батько був репером під час руху Swishahouse на початку 2000-х років.

## Кар'єра

### 2017: Playa Familia
У травні 2017 Толівер випустив дебютний спільний мікстейп під назвою Playa Familia з Yungjosh93. Наприкінці 2017 року Толівер випустив сольні сингли Diva та I Gotta. У березні 2018 року він підписав контракт з Atlantic Records і лейблом репера Chedda Da Connect We Run It Entertainment спільно з Artist Partner Group. Також на початку 2018 року Толівер випустив пісні Make Sumn і Checks, на які зняв відеокліпи.

### 2018-2020: Cactus Jack іHeaven or Hell
У липні 2018 року Толівер випустив сингл Holdin' Steel за участю Dice Soho. Пісня також супроводжувалася музичним відео. 2 серпня Толівер випустив свій перший мікстейп на лейблі Donny Womack, а також відеокліп на пісню «Diamonds».
Наступного дня, 3 серпня 2018 року, Тревіс Скотт випустив свій третій студійний альбом Astroworld, на якому Толівер з'явився на 13-му треці Can't Say. Пізніше для синглу випустили відеокліп, спонсором якого виступив Yves Saint Laurent. 6 серпня було оголошено, що Толівер підписав контракт з лейблом Скотта Cactus Jack. Толівер з'явився разом зі Тревісом Скоттом, Nav, Sheck Wes і Gunna в кліпі на сингл Nav Champion, на фіту якого був Скотт. У вересні його сингл Diva був пізніше реміксований репером Kevin Gates.
Після своєї появи на Astroworld Толівер випустив кілька синглів під лейблом Cactus Jack протягом 2019 року включно: Back Up за участі Wiz Khalifa, Best You Had, Can't Feel My Legs та No Idea. Пісня No Idea стала вірусною в TikTok. У листопаді 2019 року Толівер акомпанував Скотту під час другого фестивалю «Astroworld». 13 грудня Толівер випустив кліп на пісню Can't Feel My Legs. 27 грудня Толівер разом з іншими учасниками Cactus Jack, відомими як JackBoys, випустив альбом-компіляцію JackBoys. Толівер, разом зі Скоттом і Luxury Tax, взяв участь у створенні пісень Gang Gang з Sheck Wes, Had Enough Толівера за участю Quavo і Offset з хіп-хоп тріо Migos, а також What to Do? JackBoys і Скотта за участю Толівера.
17 січня 2020 року Толівер взяв участь на одинадцятому студійному альбомі американського репера Емінема Music to Be Murdered By з піснею No Regrets. 21 лютого було оголошено, що Толівер відкриватиме тур The Weeknd After Hours Tour разом із Сабріною Клаудіо.
10 березня 2020 року Толівер анонсував свій дебютний студійний альбом Heaven or Hell у соціальних мережах та оголосив дату його виходу. Альбом вийшов через три дні, 13 березня, і в ньому взяли участь Travis Scott, Kaash Paige, Quavo, Offset і Sheck Wes.
8 травня 2020 року Толівер з'явився у пісні Nav Recap з його третього студійного альбому Good Intentions.
24 липня 2020 року Толівер та його діджей Chase B випустили спільний сингл під назвою Cafeteria за участі Gunna з їхнього майбутнього спільного проєкту Escapism. Рівно через тиждень, 31 липня, він випустив пісню Clap для саундтреку до фільму Форсаж 9, саундтрек до якого вийшов того ж дня, а пісня стала сьомим синглом.
14 серпня 2020 року Толівер з'явився разом із Nav у кліпі Lemonade колективу Internet Money та Gunna. Ця пісня принесла йому найвищу позицію в чарті Billboard Hot 100, зрештою посівши 6-те місце. Того ж дня він з'явився у пісні Kaash Paige Grammy Week з її дебютного студійного альбому Teenage Fever. Рівно через тиждень, 21 серпня, він разом з Big Sean з'явився у пісні Nas Replace Me з його тринадцятого студійного альбому King's Disease. 22 жовтня він разом з Gucci Mane з'явився на синглі Rico Nasty Don't Like Me з дебютного студійного альбому останнього, Nightmare Vacation.

### 2021-2022:Life of a Don
У лютому 2021 року Толівер анонсував свій наступний проєкт під назвою Life of a Don у Twitter. 4 травня Толівер випустив перший сингл з альбому What You Need. Через місяць, 18 червня, Толівер випустив другий сингл, Drugs N Hella Melodies, за участю своєї дівчини, американської співачки Kali Uchis.
20 серпня 2021 року Толівер випустив сингл Don't Go, спільний з американським продюсером Skrillex і канадським співаком Джастіном Бібером. 29 серпня Толівер з'явився на альбомі Каньє Веста Donda на треці Moon разом з Кід Каді. 28 вересня Толівер оприлюднив дату релізу та обкладинку альбому Life of a Don. Реліз Life of a Don відбувся 8 жовтня 2021 року. До альбому увійшли фіти з Тревісом Скоттом, Kali Uchis, SoFaygo, Baby Keem та HVN. 24 лютого Толівер з'явився на треці Broken Road з альбому Каньє Веста, Donda 2. 22 квітня він разом з Lil Uzi Vert з'явився на пісні Pusha T Scrape It Off з його альбому It's Almost Dry. Рівно через тиждень, 29 квітня, він з'явився на синглі Honest Джастіна Бібера. 26 серпня 2022 року він з'явився на альбомі DJ Khaled God Did на треці Lets Pray разом з Тревісом Скоттом. 9 вересня він співпрацював з Nav над піснею One Time з його альбому Demons Protected by Angels за участю Future. 18 листопада Толівер випустив сингл Do It Right. 2 грудня він взяв участь у піснях Too Many Nights (з Future), Around Me та I Can't Save You (Interlude) (з Future) на альбомі Metro Boomin Heroes & Villains.

### 2023-наш час:Love Sick
14 лютого 2023 року Толівер анонсував свій третій студійний альбом Love Sick. Сингл під назвою 4 Me за участю Kali Uchis вийшов 15 лютого. 17 лютого Толівер випустив сингл Leave the Club за участю Lil Durk та GloRilla й оголосив, що Lovesick вийде 24 лютого.
Чотири дні після виходу альбому він випустив її делюкс-версію, до якої увійшли чотири додаткові пісні, в тому числі «Luckily I'm Having» за участю Teezo Touchdown та «Embarassed», за участю Тревіса Скотта.

## Дискографія

### Студійні альбоми
- 2020 — Heaven or Hell
- 2021 — Life of a Don
- 2023 — Love Sick

### Колаборативні альбоми
- 2019 — JackBoys

### Мікстейпи
- 2017 — Playa Familia (з YungJosh93)
- 2018 — Donny Womack

## Тури

### Як основний виконавець
- 2021 — Life of a Don Tour
- 2023 — Love Sick Tour

### Підтримка
- 2023 — Future — One Big Party Tour